# Halwagali, Koppal
Halwagali là một làng thuộc tehsil Koppal, huyện Koppal, bang Karnataka, Ấn Độ.